# Estrada de Ferro Oeste de Minas
A Estrada de Ferro Oeste de Minas (EFOM) (São João del-Rei, 02 de fevereiro de 1878 - Belo Horizonte, 23 de janeiro de 1931) foi uma empresa ferroviária, estatal e mineira.

## Contexto da criação
A partir da década de 1870 discutia-se em São João del-Rei a possibilidade da chegada à cidade de uma via férrea que possibilitasse a ligação entre o município mineiro e a corte. 
No relatório imperial sobre as linhas férreas do Sul de Minas Gerais feito em 1875 era discutida a melhor opção sobre a ligação da corte com o Rio Grande, em sua seção navegável. Assim aparece no texto direcionado ao imperador Dom Pedro II e ao Ministro da Agricultura, Comércio e Obras Públicas:
“De qualquer estudo se conhece que a melhor e mais curta direção do Rio de Janeiro para a seção navegável do Rio Grande, que começa na Barra do Ribeirão Vermelho, no município de Lavras, deve partir da Estrada de Ferro D. Pedro II na estação da Barra do Piraí, atravessar o vale do Rio Preto e procurar o alto vale do Rio Grande, do lado ocidental da Mantiqueira, nas alturas do Bom Jardim”.
Uma alternativa apresentada pelo engenheiro da província mineira, ainda em 1863, acrescentava São João del-Rei na rota de uma possível via férrea ligando a corte, o Rio Grande e o Rio São Francisco:
“É do ramal de oeste de onde devem partir as comunicações com os vales do (sic) Rio Grande e Sapucaí. A primeira destas linhas há de bifurcar-se na estrada de ferro em um ponto entre a Barra do Piraí e o arraial dos Remédios, e cortando o vale do Rio Preto, deve atravessar a serra da Mantiqueira, para depois seguir as águas do Rio Grande até o ponto onde este oferece navegabilidade: pode ser ligada esta linha às águas do Rio São Francisco por dois ramais – um passando por São João d'El-Rey, até chegar à bacia do Rio Pará (afluente do São Francisco) e outro que atravessando o chapadão do Piumhy a leste da Serra da Canastra, alcançará as cabeceiras do Rio de São Francisco mesmo”.
Em 1877, com a chegada da linha da Estrada de Ferro Dom Pedro II à localidade denominada Sítio, a cem quilômetros de São João del-Rei, abriu-se a possibilidade de praticar a concessão estabelecida pela Lei Provincial nº. 1982 de 11 de novembro de 1873, que concedia privilégio por cinqüenta anos para a construção de uma via férrea em bitola estreita que, “partindo da Estrada de Ferro D. Pedro II, nas vertentes do rio das Mortes, se dirigisse a um ponto navegável do Rio Grande, e daí, pelo lado Oeste, fosse ter às divisas da Província”.  No entanto, em 1877 é estabelecido que apenas deveria ser executada a primeira seção da estrada até São João del-Rei pela Lei nº. 2398, de 5 de novembro de 1877. 
A bitola adotada para a linha a ser construída foi a de 76 centímetros, o que equivale a 2 pés e 6 polegadas, tendo em vista que a bitola máxima permitida seria a de um metro.  Terminada a construção do trecho que ligava Sítio a Barroso, com extensão de 49 quilômetros, o mesmo passou a receber tráfego a partir de 30 de novembro de 1880. Na ocasião já contava a estrada com duas locomotivas do tipo American “Montezuma”.  

## Inauguração

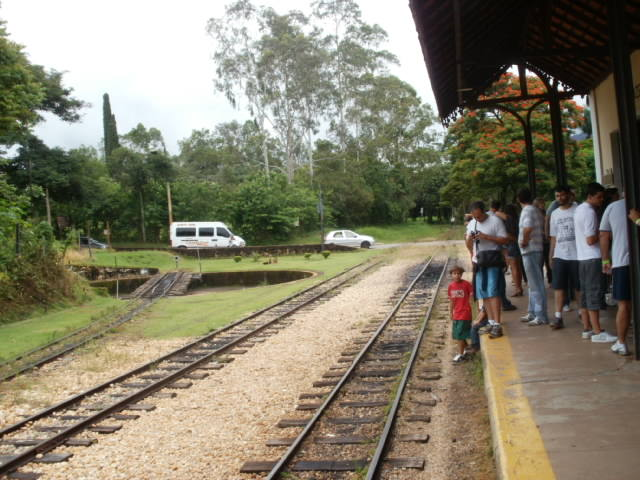
Vista da Estrada de Ferro Oeste de Minas, Estação Ferroviária de Tiradentes

No dia 28 de agosto de 1881 era inaugurada a Estrada de Ferro Oeste de Minas que contava então com as estações de Sítio, Barroso, São José del-Rei (posteriormente Tiradentes) e São João del-Rei e ainda, seu material rodante, contava com: “quatro locomotivas, quatro carros de primeira classe, quatro de segunda, um de luxo, dois de bagagens, dois de animais, quinze vagões fechados, dez abertos e um carro guindaste”. 
A título de comparação, as seguintes estradas, todas de bitola de um metro, construídas no mesmo período, tiveram o seguinte valor por quilômetro construído:
- E. F. do Recife ao Limoeiro: 51:978$660
- E. F. D. Teresa Cristina: 58:214$699
- E. F. Campos a Carangola: 29:000$000
- E. F. de Natal a Nova Cruz: 45:421$920
- E. F. Minas e Rio de Janeiro: 91:148$548

## A expansão

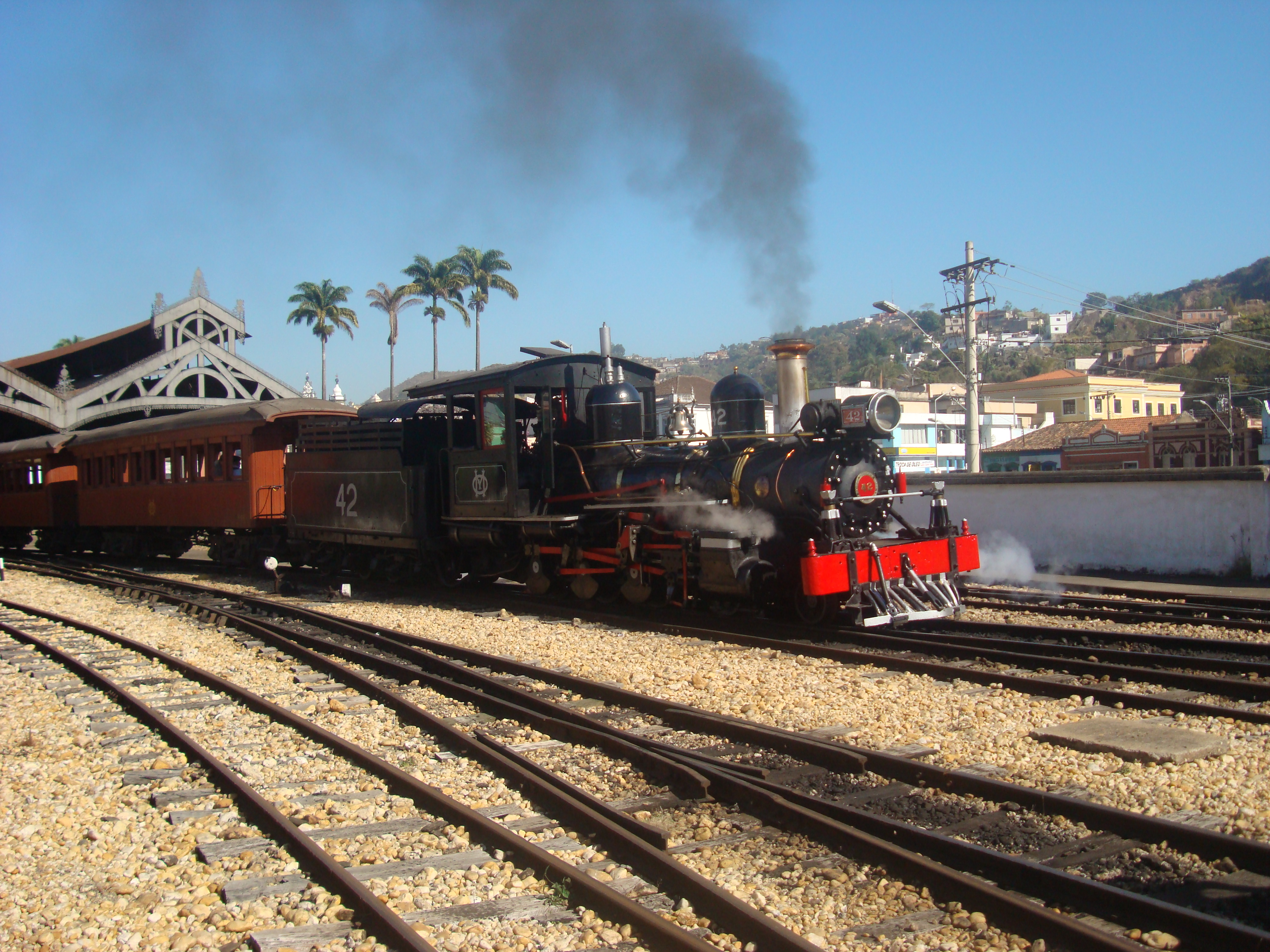
Locomotiva da EFOM na Estação de São João del-Rei

Em 1885 a companhia adquiriu concessão para o prolongamento dando sentido ao nome que recebera. Seguiria rumo ao oeste de Minas Gerais dando seqüência ao seu traço que seguia o vale do Rio das Mortes. A partir de 1886 começaram, então, as obras da construção da linha tronco que, saindo de São João del Rei, alcançaria o município de Oliveira.
“O traçado na extensão de 221 quilômetros, sendo 172 do tronco e 49 do ramal, estendia-se por um lado até Oliveira e por outro, pela margem direita do Rio Grande, até a foz do Ribeirão Vermelho, que ficaria como ponto inicial da franca navegação daquele rio”. 
No povoado de Aureliano Mourão acontecia a divisão em que a linha tronco seguia rumo norte em direção a Oliveira e continuava rumo oeste, seguindo o vale do Rio Grande até chegar em Ribeirão Vermelho que, naquele instante pertencia ao município de Lavras. A estação de Lavras, mais tarde viria a ganhar o nome de Ribeirão Vermelho. Em 14 de abril foi inaugurada a estação de Oliveira, no Km 171. Mais tarde, com a caducidade do contrato de concessão para a Estrada de Ferro Pitangui, a Oeste de Minas solicitou ao governo de Minas Gerais a permissão para prolongar suas linha até Pitangui. Logo, devido à autorização constante no artigo 5º. Da lei provincial nº. 31 684, de 1º. De setembro de 1888, firmava, a Oeste de Minas, contrato com o governo de Minas Gerais para o prolongamento da linha tronco até o alto São Francisco e mais a construção de dois ramais, um em direção a Itapecerica e outro alcançando Pitangui. 
Depois de terminados esses 602 quilômetros até Barra do Paraopeba a linha com bitola de 0,76 m não mais se prolongou, sendo a bitola de um metro adotada para os próximos trechos da E. F. Oeste de Minas. Com o advento da república, a companhia obteve a concessão para construir uma linha que, a partir de Perdões, alcançasse Catalão no estado de Goiás, rumo noroeste, e Barra Mansa no estado do Rio de Janeiro, rumo sudeste. Mas o trecho que foi construído na concessão entre Perdões e Catalão só chegava à cidade de Formiga, em Minas Gerais. Em 1893 a Oeste de Minas conseguiu a concessão para a construção da estrada de ferro que deveria sair de Angra dos Reis e encontrar as “cabeceiras do ribeirão de Barra Mansa, terminando na cidade desse nome”.  Dessa maneira, a estrada completaria a ligação entre Formiga, Minas Gerais, e o oceano Atlântico em Angra dos Reis, Rio de Janeiro.

## Falência e federalização
Com dificuldades financeiras e dívidas acumuladas, foi decretada a liquidação forçada da companhia em abril de 1900, vindo a mesma a ser adquirida em hasta pública pelo governo federal em 13 de junho de 1903, depois de estar sob a guarda do banco alemão Brasilianische Bank für Deutschland e do próprio governo federal. 

## Extinção
De 1903 a 1931 a Estrada de Ferro Oeste de Minas foi uma das estradas de ferro encampadas pelo governo federal, vindo a ser arrendada ao governo de Minas Gerais em janeiro deste último ano junto com a Rede Sul Mineira (RSM) para formar a Rede Mineira de Viação (RMV).

## Rota da bitola 762 mm

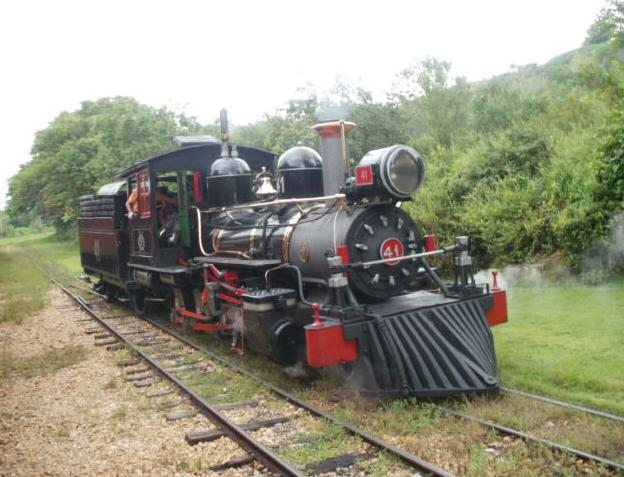
Vista da Maria-fumaça na Estação ferroviária de Tiradentes, Minas Gerais, Brasil

A linha-tronco da EFOM em bitola estreita de 762 mm tinha formato de "L". A linha se iniciava em Sítio, junto à linha-tronco da Estrada de Ferro D. Pedro II, passando por São João del-Rei indo até Aureliano Mourão. Deste ponto, a linha-tronco passava por Oliveira, Divinópolis, Pompéu até chegar à Barra do Paraopeba. De Aureliano Mourão também saía um ramal que ia até Ribeirão Vermelho (onde se iniciava a navegação do Rio Grande): 
Linha-tronco - 602 km
- Antônio Carlos - Barroso 49 km 1880-1983
- Barroso - Tiradentes 37 km 1881-1983
- Tiradentes - São João del-Rei 13 km 1881-hoje. Trecho preservado.
- São João del-Rei - Aureliano Mourão 104 km 1883-1983
- Aureliano Mourão - Oliveira 69 km 1888 - hoje. Passou para bitola métrica.
- Oliveira - Divinópolis 84 km 1890 - hoje. Passou para bitola métrica.
- Divinópolis - São Gonçalo do Pará 27 km 1890-1965
- São Gonçalo do Pará - Velho da Taipa 55 km 1891-1965
- Velho da Taipa - Martinho Campos 72 km 1891-1964
- Martinho Campos - Pompéu 36 km 1891-1962
- Pompéu - Paraopeba 57 km 1894-1960

Ramais
- Chagas Dória - Águas Santas 12 km 1910-1966
- Aureliano Mourão - Macaia 19 km 1887-c.1960 bitola métrica.
- Macaia - Ribeirão Vermelho 30 km 1888-1966
- Ribeirão Vermelho - Lavras 9 km bitola mista com bitola métrica 1908-1965
- Gonçalves Ferreira - Itapecerica 35 km 1891-c.1960
- Gonçalves Ferreira - Cláudio 26 km 1912-c.1960
- Velho da Taipa - Pitangui 5 km 1907-1964 - bitola mista com bitola métrica.
- Barbacena - Campolide 10 km c.1923-1965

## Legado
A maior parte das linhas em bitola métrica da Oeste de Minas ainda se encontram operacionais, formando uma das malhas mais ativas da Ferrovia Centro Atlântica, como, por exemplo, a ligação entre Belo Horizonte e o Triângulo Mineiro, passando por Divinópolis.
O nome EFOM foi retomado no fim da década de 1970 para fins turísticos nas vias de bitola de 0,76m. O mais famoso hoje dos trechos dessa ferrovia é o que restou de suas linhas originais em bitola de 0,76m, entre São João del-Rei e Tiradentes. O referido trecho seria erradicado como o restante da linha da "bitolinha" no início dos anos 80, porém, foi preservado como resultado da pressão da sociedade civil que tinha entre as entidades a Associação Brasileira de Preservação Ferroviária (ABPF). Desde então os 12 km que separam as duas cidades históricas mineiras funcionam em caráter turístico.

## Fonte
- SANTOS, Welber L. Manutenção do Velho no Mundo do Novo (1950-1984). São João del Rei, MG: UFSJ, 2006, pp. 11–14 (monografia de bacharelado em História)